# クリストファー・ノインスキー
クリストファー・ノインスキー（Christopher John Nowinski、1978年9月24日 - ）はアメリカ合衆国の元プロレスラー。クリス・ノインスキーのリングネームで知られた。イリノイ州アーリントンハイツ出身。プロレスラーとしての最終所属はWWEのロウ。

## 来歴
ハーバード大学出身で、大学時代はアメリカンフットボール部に属し、卒業生総代を務めたという過去を、ギミックではなく実際に持つ。
プロレス界入りのきっかけは、2001年のタフイナフIに応募したことによる。最終選考まで残ったものの、メイヴェンに敗れて優勝は逃した。しかしその華麗な経歴に注目したWWEは、クリスと所属契約を結ぶ。
ハーバード大学出身のエリートキャラクターのギミックを与えられ、高学歴を鼻にかけたヒールとして2002年にWWEデビュー。メイヴェンや師匠のアル・スノーとの抗争、ウィリアム・リーガルとの嫌味なヒール・コンビなどで活躍した。ミシガン大学出身のスコット・スタイナーとアメリカ軍のイラク派兵是非を問う討論会を開いたこともある。
2003年のロイヤルランブルで受けた攻撃により重度の脳震盪を起こし、プロレスラーとしての活動継続を断念する。しかしWWEのプッシュが大きかったキャラクターのためか、活動中止後も長い間公式サイトにプロフィールが掲載されていた。
プロレスラー引退後はWWEのスタッフとして勤務し、「Smackdown Your Vote」などを受け持っている。また2005年のスマックダウンで繰り広げられたジ・アンダーテイカー対モハメド・ハッサン、デバリの抗争に際し、ハッサン側の弁護士役で久々に番組登場を果たしたが、乱入したジ・アンダーテイカーの襲撃を受けるハメに。なお、これはスマックダウンを放送するTV局からのクレームでハッサン、デバリがPPVまで出られなくなったことへの対処としての登場であった。同年12月にはRawのエリック・ビショフ解任後のストーリーで、GMに立候補する役で登場した。
現役引退後のもう一つの活動として、脳震盪とその後遺症の危険性を啓発するものが挙げられる。クリスは脳震盪の専門医であるRobert Cantu博士の医療チームと共に、元プロレスラーや元フットボール選手の中でも頭部への強い衝撃による後遺症が残っていると思われる者に、早期に適切な治療を行う様促すコンサルタント活動を続けている他、そうした者の中でも何らかの原因で早世した者の遺族に対しては、真実の死因を明らかにする為に脳の病理解剖を行う事も奨めている。こうした活動の中で、クリス・ベノワの最期の事件について、ベノワの脳の病理解剖の結果「ベノワの脳の状態は85歳程度のアルツハイマー患者の脳に酷似していた」という結果が明らかとなった。近年ではこうした活動を綴った「Head Games」という著書も上梓しており、クリスはアメリカ国内では脳震盪の専門家としての評が確立している。
レスラーとして引退した後も社員としてWWE本社に勤務していたが2009年1月、WWEからノウィンスキーの解雇が発表された。現在は医療チームに参加したまま研究と勉強を続けている。
なお、12人の著名なスポーツアスリートが脳震盪研究のためにノウィンスキーの研究チーム"SLI"に死後、自分の脳を提供することを発表している。

## 獲得タイトル
- WWEハードコア王座 : 2回

## 入場曲
- El Capitan March(John Philip Sousa)